# Jón Árnason (évêque de Garðar)
Pour les articles homonymes, voir Jón Árnason.
Jón Árnason, surnommé Smyrill (« le Faucon »), mort en 1209, est le troisième évêque de Garðar, au Groenland.

## Biographie

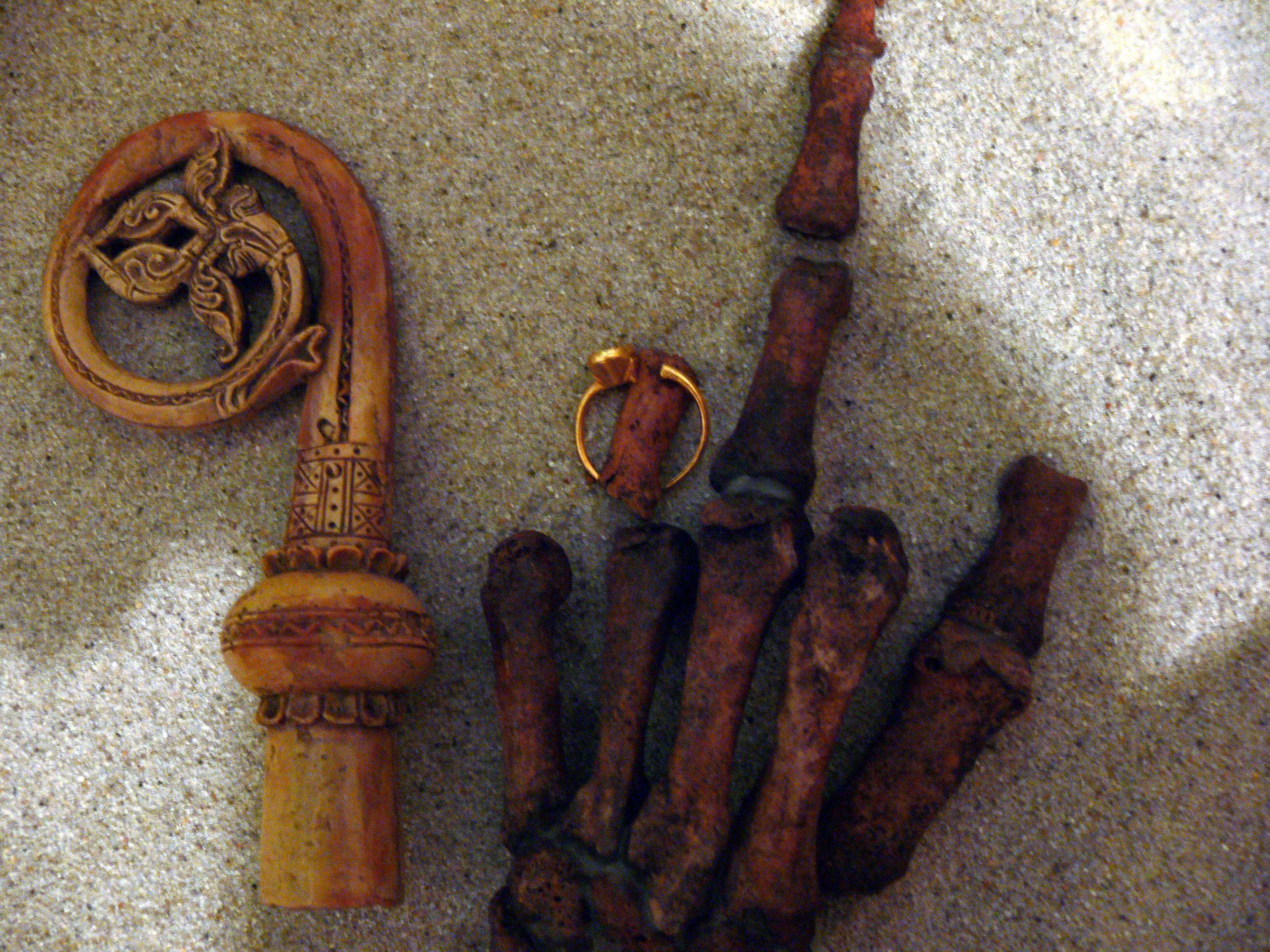
La crosse et l'anneau trouvés avec les ossements de Jón Árnason.

Jón Árnason est sacré évêque à Nidaros en 1188 par l'archevêque Eystein Erlendsson puis se rend à Garðar, où il restaure et agrandit la cathédrale Saint-Nicolas.
En 1203, il se rend en Islande pour rendre visite à son ami Páll Jónsson (en), évêque de Skálholt, avant de se rendre en Norvège puis à Rome, où il rencontre probablement le pape Innocent III.
Jón Árnason meurt en 1209 à Garðar, où il est inhumé dans la chapelle nord de la cathédrale avec son anneau épiscopal et sa crosse en ivoire de morse finement sculptée. Lors d'une fouille archéologique effectuée en 1926 à l'emplacement de la cathédrale, le squelette d'un évêque inhumé avec sa crosse et son anneau épiscopal est découvert : il mesurait environ 170 cm et pourrait s'agir de Jón Árnason. Selon d'autres sources, le squelette serait celui de l'évêque Ólafur, mort en 1280.